# Cahuengapasset
Cahuengapasset er et bjergpas i den østlige del Santa Monica-bjergene i det sydlige Californien i USA. Denne del af bjergkæden og selve passet ligger i bydelen Hollywood i Los Angeles.
Passet forbinder Los Angeles-bassinet med San Fernando-dalen, og U.S. Highway 101 fører gennem passet. Det er med sine 227 meter over havet det lavest beliggende pas gennem Santa Monica-bjergene. 
I eller i nærheden af passet er der blevet udkæmpet to slag. Slaget ved Cahuengapasset i 1831, hvor nogle lokale nybyggere kæmpede mod den mexicanske guvernør over området, og dennes soldater. I dette slag var der i alt to dræbte. Det Andet slag i Cahuengapasset (også kendt som Slaget ved La Providencia) blev udkæmpet i 1845. Her stod slaget mellem nybyggere indbyrdes. Årsagen var uenighed om, hvorvidt Californien skulle løsrive sig fra Mexico. Dette slag var endnu mere ublodigt end det første. Kun en hest og et muldyr måtte lade livet. I omegnen af Studio City findes der stadig af og til kanonkugler fra de to slag, når der foretages udgravninger i området.
Nær passet lå i sin tid Campo de Cahuenga, et gammelt bondehus i adobe-stil. Her underskrev oberstløjtnant John C. Frémont og general Andrés Pico Cahuengatraktaten i 1847. Med denne traktat endte krigen mellem USA og Mexico officielt, og Mexico afgav formelt Texas og Californien til USA. Selve bygningen blev revet ned i 1900, men en kopi blev opført i 1950.
34°07′28″N 118°20′35″V / 34.1245°N 118.343°V